# Славянский бульвар (станция метро)
«Славя́нский бульва́р» — станция Московского метрополитена, расположена на Арбатско-Покровской линии. Открыта 7 сентября 2008 года на действующем участке между станциями «Парк Победы» и «Кунцевская». Названа по расположенному рядом одноимённому бульвару.

## История
Станция открыта 7 сентября 2008 года на действующем участке между станциями «Парк Победы» и «Кунцевская». Стала 177-й станцией Московского метрополитена.
Западный вестибюль станции был закрыт с 4 июня 2022 года по 29 декабря 2023 года из-за строительства Проспекта Багратиона.

## Характеристика
«Славянский бульвар» — односводчатая станция мелкого заложения, сооружённая из монолитного железобетона, с высотой свода 8,5 метров от уровня платформы и шириной около 20 метров. На станции одна островная платформа длиной 162 метра и шириной 10 метров. Пикет ПК103+33.
Станция имеет два подземных вестибюля (западный и восточный). Восточный вестибюль связан с платформой гранитной лестницей (ширина — 6 метров), западный — наклонным ходом с тремя лентами эскалаторов. Выход на поверхность из вестибюлей осуществляется по подземным переходам, над входами в которые установлены светопрозрачные павильоны. Имеется два лифта для спуска и подъёма инвалидных колясок.

## Оформление
Станция украшена металлическими элементами в стиле модерн, вдохновлёнными входами Эктора Гимара Парижского метрополитена. В больших углублениях свода размещены кованые металлические орнаменты из листьев и ветвей (автор И. Лубенников). Свод кессонированный; он накрывает платформу станции и восточный вестибюль. Светильники установлены на путевых стенах так, чтобы освещался весь свод станции.
На станции установлены три скамьи в форме ладьи, над которыми витиеватым шрифтом нанесено название станции.
На платформе установлены металлические «деревья» для придания станции сходства с настоящим бульваром. На вершинах «деревьев» размещены фонари.
Путевые стены облицованы зелёным мрамором «Верде Гватемала» (в завершении — профиль из нержавеющей стали). Пол покрыт чёрным крупнозернистым гранитом «Верде Бахия», по краям платформы он имеет термообработанную поверхность.
«Славянский бульвар», наряду со станциями «Воробьёвы горы», «Коньково», «Красногвардейская», «Крылатское», «Текстильщики», «Печатники» и «Кленовый бульвар», является станцией Московского метро, наименования которой расположены в центре зала, а не на путевых стенах.

## Проектирование
Институтом «Метрогипротранс» в начале 1990-х годов были разработаны несколько проектов трассировки Арбатско-Покровской линии после станции «Парк Победы». Для варианта продления линии в Солнцево вдоль Минской улицы и Мичуринского проспекта не предусматривалось станций, обслуживающих район Фили-Давыдково, а для трассировки в Солнцево через Матвеевское предлагались две станции глубокого заложения: «Минская», севернее пересечения Минской улицы с Белорусским направлением железной дороги, и «Давыдково», расположенная вдоль Давыдковской улицы у пересечения её со Славянским бульваром. В проекте примыкания Арбатско-Покровской линии к Филёвской рассматривалось три варианта. В первом предлагалась линия глубокого заложения с одной станцией «Кастанаевская» вдоль одноимённой улицы восточнее Минской улицы; во втором — линия преимущественно мелкого заложения со станцией «Тарутинская» на улице Герасима Курина восточнее одноимённой. Согласно третьему варианту проектировалось сооружение станции мелкого заложения «Славянский бульвар» между одноимённым бульваром и Кутузовским проспектом (с южной стороны последнего), и станции глубокого заложения «Минская» между пересечениями Минской улицы со Смоленской железной дорогой и c Кутузовским проспектом. При этом предлагалось включить в состав пускового участка только боковые тоннели «Минской», а строительство самой станции отнести на перспективу и увязать его с организацией пересадочной железнодорожной платформы.
Строительные работы на изначальной площадке для станции, расположенной по адресу Славянский бульвар, вл. 3, начались в середине 1990-х годов, но впоследствии были заморожены на длительное время, и к активной фазе продление Арбатско-Покровской линии перешло в середине 2000-х годов. В ноябре 2004 года было утверждено предложение ГУП «Московский метрополитен» об изменении трассировки линии с исключением станции «Славянский бульвар», а также предложение о задействовании высвобождаемой площадки для размещения многофункционального общественного центра (в итоге на ней был построен ТРЦ «Океания»), при этом для перспективного строительства станции предполагалось зарезервировать другой участок. Решения мотивировались более эффективным использованием городской территории и ускорением поездки по линии.
В июле 2005 года было объявлено о размещении станции «Славянский бульвар» на новом месте, между Смоленским направлением МЖД и Кутузовским проспектом (с северной стороны последнего), что влекло за собой частичную вырубку находящегося там яблоневого сада. Задела для станции у Минской улицы оставлено не было, а название было впоследствии использовано для новой станции «Минская» Калининско-Солнцевской линии. Итоговое спрямление линии сократило её протяжённость на 900 метров и удешевило строительство на 45 млн долларов.
Для доступа населения районов Фили-Давыдково и Матвеевское была изменена схема движения автобусов, в том числе пущены новые маршруты. Для удобства жителей улиц Герасима Курина, Тарутинской и Кастанаевской один из входов на станцию был встроен в уже действующий подземный переход под Смоленским направлением Московской железной дороги, соединяющий эти районы с Кутузовским проспектом и Славянским бульваром.

## Строительство
Строительство станции началось в сентябре 2006 года на участке между Кутузовским проспектом и Белорусским направлением МЖД.
В январе 2008 года был открыт участок Арбатско-Покровской линии «Парк Победы» — «Кунцевская», на котором сейчас находится станция. Но в тот момент сама станция ещё не была достроена, и поезда проезжали её мимо — до официального открытия ещё 8 месяцев она являлась «станцией-призраком». Первоначально её обещали открыть ещё в апреле 2008 года, однако работы затянулись, и станция стала доступной только в День Города в первых числах сентября.
20 августа временные щиты, отделявшие станцию от путей, были убраны, и пассажиры проезжавших поездов уже могли видеть станцию.
Проект станции предусматривал размещение на станции больших чёрных декоративных плит, которые уже были установлены, когда посетивший строившуюся станцию Д. В. Гаев распорядился их убрать.
Вестибюль станции оборудован импульсной системой «Снегосброс».
Станция открылась 7 сентября 2008 года, в церемонии участвовали Дмитрий Медведев и Юрий Лужков. С открытием «Славянского бульвара» в Московском метрополитене стало 177 станций.

## Наземный общественный транспорт

### Городской
На этой станции можно пересесть на следующие маршруты городского пассажирского транспорта:
- Автобусы: 77, 103, 157, 157к, 221, 231, 240, 248, 325, 329, 341, 464, 641, 732, н2, Sk2

### Областной
- Автобусы: 139, 442, 454, 477, 818

### Железнодорожный
В рамках организации ускоренного движения на участке Москва-Пассажирская-Смоленская — Одинцово между станциями Фили и Кунцево I Смоленского направления МЖД построен и 29 июня 2020 г. открыт остановочный пункт «Славянский бульвар», который имеет пересадку на метро.

## Галерея
| - Вид с пола - Один из наземных вестибюлей - Скамья в форме ладьи с оригинальным шрифтом названия станции - Памятный билет, выпущенный к открытию - Дмитрий Медведев, Юрий Лужков и Дмитрий Гаев на открытии станции |

## Станция в цифрах
- Таблица времени прохождения первого поезда через станцию[16]:

| По чётным числам                | Будние дни | Выходные дни |
| По нечётным числам              | Будние дни | Выходные дни |
| В сторону станции «Парк Победы» | 05:46:00   | 05:46:00     |
| В сторону станции «Парк Победы» | 05:46:00   | 05:46:00     |
| В сторону станции «Кунцевская»  | 05:51:00   | 05:50:00     |
| В сторону станции «Кунцевская»  | 05:48:00   | 05:48:00     |